# Station La Charité
Station La Charité-sur-Loire is een spoorwegstation in de Franse gemeente La Charité-sur-Loire.
Het station wordt bediend door treinen van de Transport express régional tussen Nevers en Cosne-sur-Loire, en door de Intercités tussen Nevers en Parijs.